# Tomohiro Taira
Tomohiro Taira (平智 広 Taira Tomohiro?), född 10 maj 1990 i Tokyo prefektur, är en japansk fotbollsspelare.
Taira började sin karriär 2013 i FC Machida Zelvia. Han spelade 86 ligamatcher för klubben. 2016 flyttade han till Tokyo Verdy.